# 姜女石遗址
39°59′51″N 119°53′46″E / 39.99750°N 119.89611°E
姜女石遗址位于中国辽宁省葫芦岛市绥中县万家镇的止锚湾海滨，临近渤海，为一处秦至西汉前期大型宫殿建筑群遗址。该遗址发现于1982年，勘探发掘始于1984年，已探明范围为南北长4公里，东西沿海岸3.5公里，总面积约14平方公里。遗址以位于墙子里村、被考证认为是秦始皇、汉武帝东巡时所筑行宫的碣石宫遗址为主体，以黑山头、止锚湾海头台地遗址为东西两翼，另在周围的杨家村南瓦子地、周家村南、金丝屯东也有相关遗址分布，整个建筑群呈合抱之势。该遗址为在关中以外地区首次发现的秦代行宫遗址。
遗址群的主体建筑碣石宫为建于夯土台基之上的大型高台多级建筑，呈长方形，靠近海岸线，中轴线南端正对海中被称为姜女坟的三块巨大礁石（为天然的海蚀柱，因民间传说为孟姜女投海自尽之处而得名，据考证为秦汉时期历史记载中的碣石）。遗址中除夯土台和墙体基础外，也保留有成排的柱础、已塌落的屋顶瓦面、花面空心踏步砖（台阶）和较完整的排水道系统，其中出土的夔纹大半圆形瓦当为迄今为至所发现的最大的瓦当，也是建筑采用皇家建筑规格的重要物证。亦有少量汉代建筑遗址，出土有卷云纹瓦当等汉代文物，但其遗址因距地表过浅而保存状况不佳。
1986年7月23日，该遗址以“绥中万家秦汉大型宫殿遗址保护区”被公布为第三批辽宁省文物保护单位。1988年1月13日又以“姜女石遗址”之名被公布为第三批全国重点文物保护单位。

## 保护范围
根据1986年7月23日《关于公布第三批省级重点文物保护单位的通知（辽政发〔1986〕77号）》，该遗址保护区的保护范围如下：
重要保护遗迹先确定两处：
- 第一处为石碑地秦始皇“碣石宫”建筑群遗址，位于墙子李西头村南海滨，南北长六百余米，东西宽三百余米。有长方形围墙状夯基，其间是棋盘状分布的夯土台基，位于中南部正中为高大的方形夯土台基，中心建筑群址座落其上，正对海中“姜女坟”礁石。夯墓建筑址表面有屋顶墙壁塌落的巨型夔纹瓦当、空心砖踏步等建筑构件。
- 第二处为黑山头望海遗址，位于贺家村南海头，东距碣石宫二公里，东西五十米，南北四十米。由前后三层殿屋及迥廊组成，内有成排柱础、窖井等，南部海中有对峙双礁，称“龙门石”，遗址西侧海头第二台地为一距今三千年的青铜文化遗址。
- 碣石宫东零点七五公里的止锚湾海头台地、宫北零点五公里杨家村南瓦子地、一公里周家村南、五公里金丝屯东都有相关遗址。

保护范围：碣石宫南北从遗址南墙基北至墙子里村北六百二十米，南至姜女坟礁石约五百米。东西从墙沟西至海防树林共五百米。黑山头南北从南海崖向北至水冲沟东部一百米，西部四十五米，向南到海中“龙门”礁石一线，东西由海头东崖至海头西崖共一百六十米。止锚湾、杨家瓦子地、周家、金丝屯等四个村旁遗址也列入保护范围。

建设控制地带：东从止锚湾东岸一百米海域西至黑山头海头西崖以西一百米，南北从止锚湾红石崖、姜女坟、龙门礁石一线南海域一百米，北至周家、金丝屯村北金丝河。